# Zoo TV Tour
De Zoo TV Tour was een tour van de Ierse band U2.
De tour werd gehouden ter promotie van de albums Achtung Baby en Zooropa. Deze albums waren een parodie op de moderne wereld van tv, rockmuziek etc. Dit komt ook duidelijk in de tour naar voren.

## 1st leg
De 1st leg ("eerste poot") begon op 29 februari 1992 in Lakeland en werd op 23 april 1992 in Vancouver beëindigd.
Dit deel van de tour werd alleen in Noord-Amerika en Canada gehouden.

## 2nd leg
De zogenaamde 2nd leg ("tweede poot") begon op 7 mei 1992 in Parijs en werd op 19 juni datzelfde jaar afgesloten in Manchester.
Tijdens dit deel van de tour stond U2 op 15 juni in Ahoy, Rotterdam. Dit was tevens het Europese deel van de tour.

## 3rd leg
De 3rd leg ("derde poot") begon op 7 augustus 1992 in Hershey en werd op 25 november in Mexico-Stad afgesloten.
Dit deel van de tour speelde zich af in Noord-Amerika, Canada en Midden-Amerika.

## Zooropa
Een soort 4th leg ("vierde poot") van de tour begon op 7 mei 1993 in het Feyenoord stadion in Rotterdam. Ook op 9, 10 en 11 mei stond de band in Rotterdam. Een vijfde concert in Nederland was met een optreden in hetzelfde jaar op 3 augustus in het Goffertpark te Nijmegen. Op 28 augustus werd de vierde poot van de Zoo TV Tour afgesloten in Dublin.
Ook deze poot speelde zich alleen in Europa af.

## Zoomerang
In Australië, Nieuw-Zeeland en Japan werd in november en december van 1993 opgetreden. Deze laatste leg begon op 12 november 1993 in Melbourne en werd op 10 december in Tokio afgesloten.

## Vertigo Tour Hommage
Tijdens de Vertigo Tour werd tijdens een aantal concerten een hommage gebracht aan de Zoo TV Tour. De band speelde in kleine bezetting nummers als The Fly, Zoo Station en Mysterious Ways. Hierbij werden ook Zoo tv-achtige videobeelden vertoond.

## Dvd
Tijdens de Zoo TV Tour werd een film opgenomen, Zoo TV: Live from Sydney.

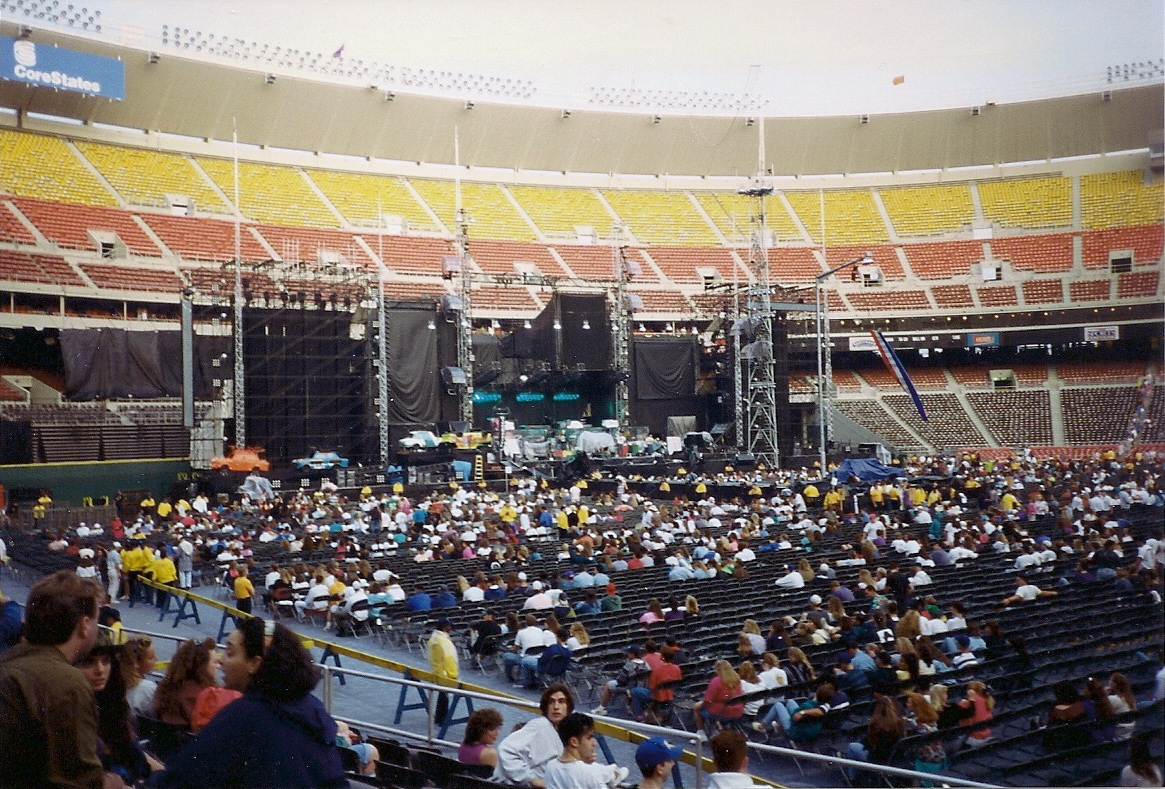
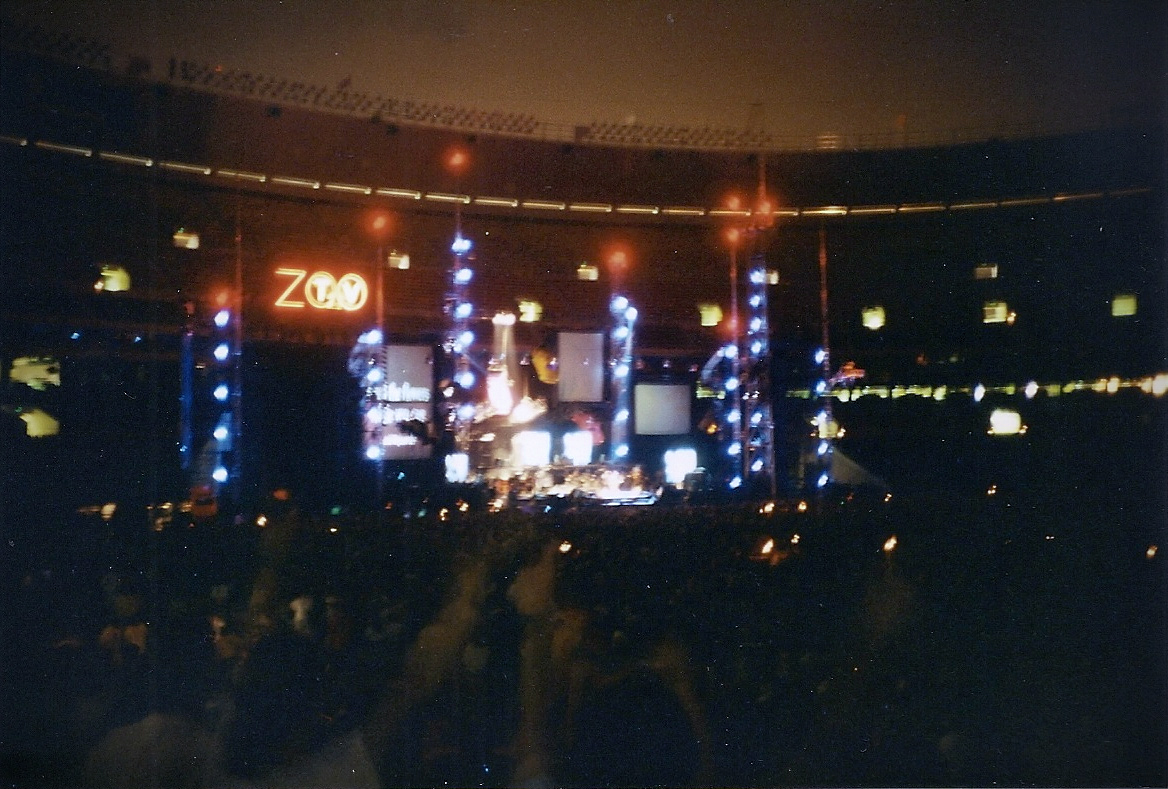
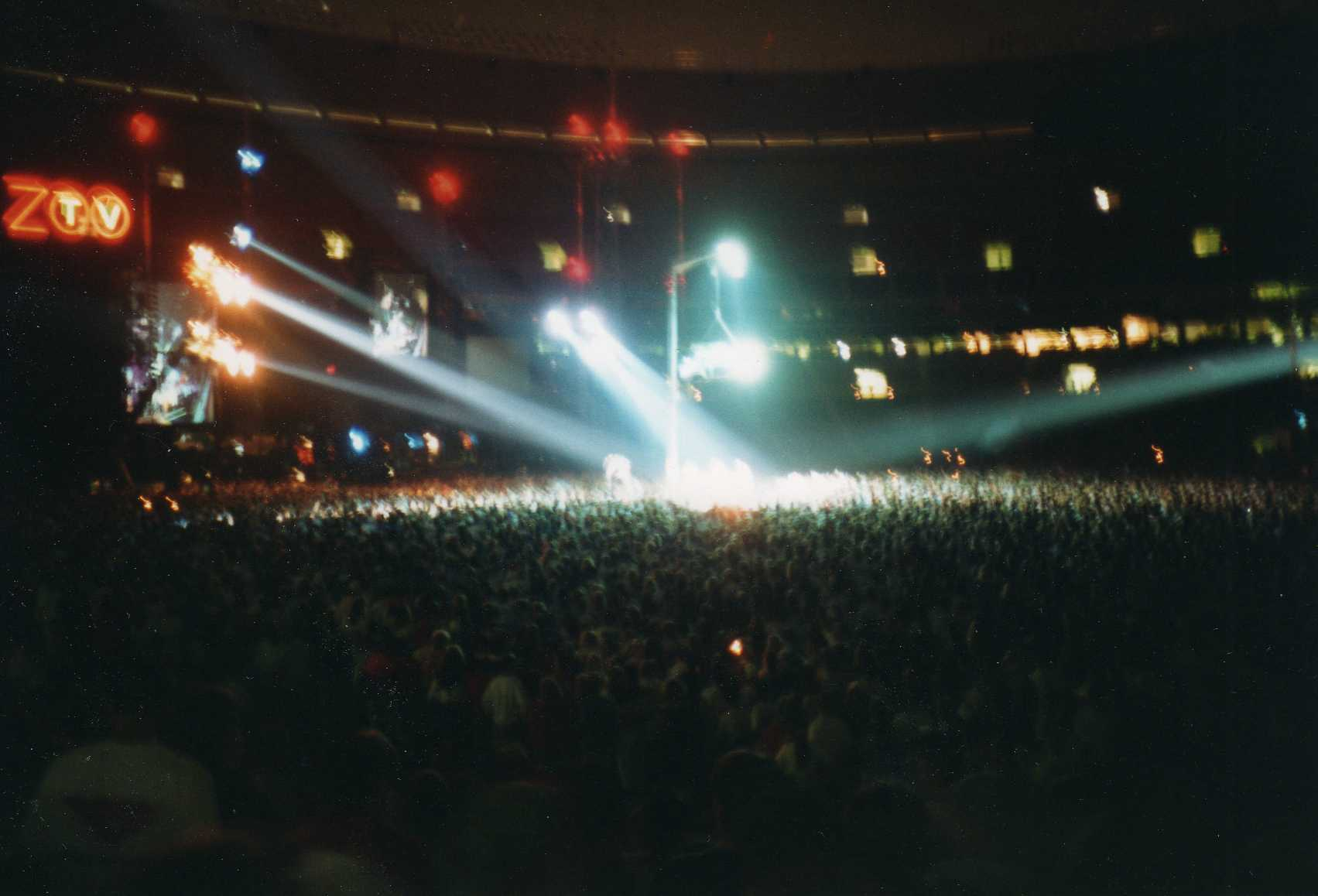
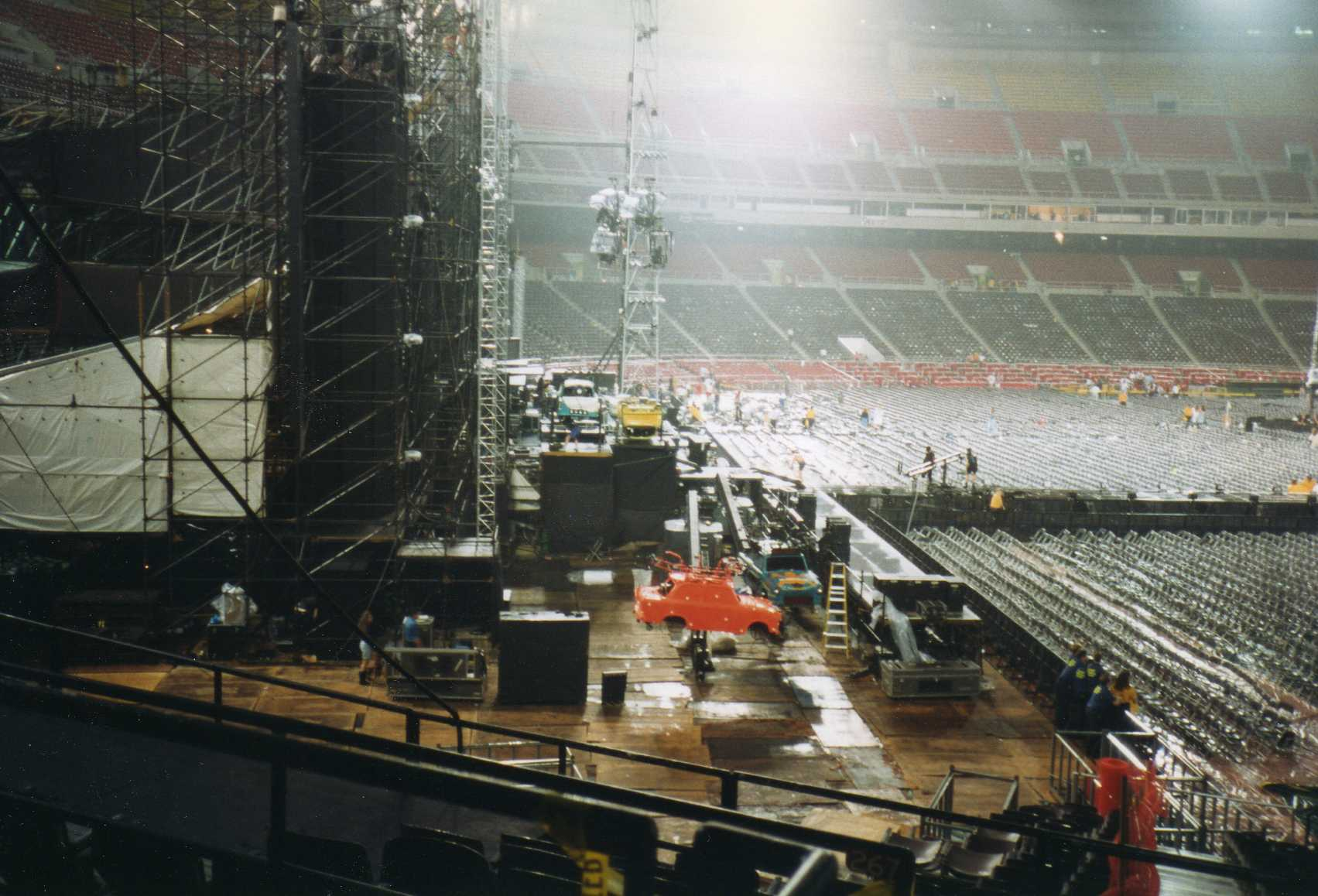
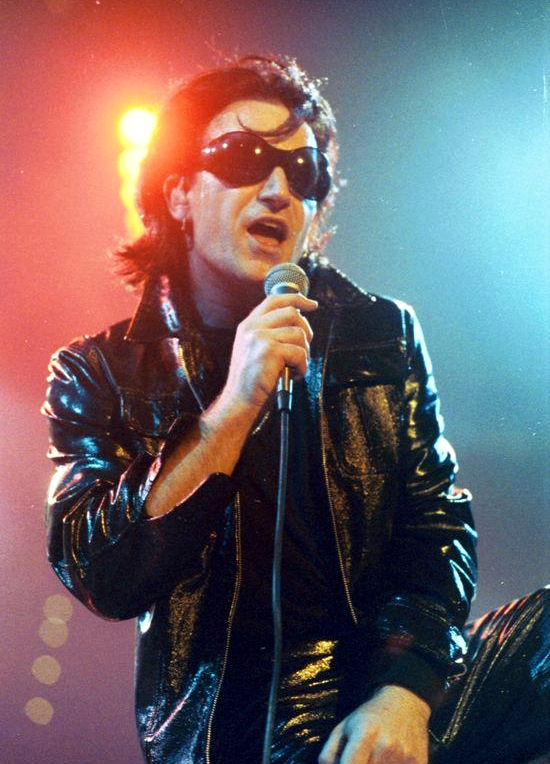
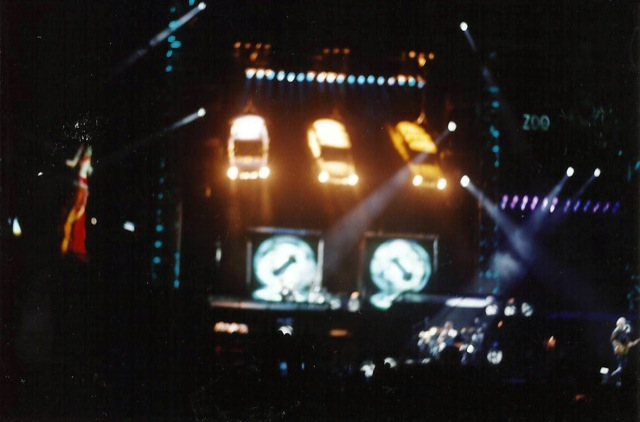

Bono · The Edge · Adam Clayton · Larry Mullen jr.